# Zeuctoboarmia simplex
Zeuctoboarmia simplex är en fjärilsart som beskrevs av Claude Herbulot 1915. Zeuctoboarmia simplex ingår i släktet Zeuctoboarmia och familjen mätare. Inga underarter finns listade i Catalogue of Life.